# مجورچیه (ایوانگیتسا)
مجورچیه (به صربی: Međurečje) یک منطقهٔ مسکونی در صربستان است که در ایوانئیتسا واقع شده‌است. مجورچیه ۰٫۶۷ کیلومتر مربع مساحت و ۱۴۴ نفر جمعیت دارد.